# Космос-212
Космос 212 — испытательный полёт советского космического корабля «Союз 7К-ОК». Аппарат отработал систему сближения и автоматическую стыковку с другим кораблём «Союз», который получил наименование Космос-213. Третий беспилотный запуск корабля «Союз» после гибели «Союза-1».
Вторая по счёту автоматическая стыковка космических аппаратов «Космос-212» и «Космос-213». «Космос-212» был активным кораблём. В состыкованном состоянии КА находились в течение 3 часов 50 минут.